# Josef Kestel

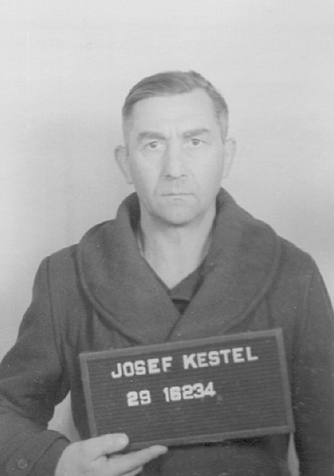
Josef Kestel im April 1947

Josef Kestel (* 29. Oktober 1904 in Kronach; † 19. November 1948 im Kriegsverbrechergefängnis Landsberg) war ein deutscher SS-Hauptscharführer und im KZ Dachau, dem KZ Buchenwald und einem Außenlager des KZ Mittelbau eingesetzt.

## Leben
Nach dem Schulbesuch verrichtete Kestel Gelegenheitsarbeiten, war von 1919 bis 1928 in einer Schuhfabrik beschäftigt und anschließend bis 1933 als Bauarbeiter tätig. Kestel trat zum 1. Mai 1933 der NSDAP (Mitgliedsnummer 2.535.162) und im selben Jahr der SS bei. Ab 1933 gehörte er der Wachmannschaft des KZ Dachau an und wurde dort 1937 Blockführer. Von Oktober 1940 bis zum 11. April 1945 war Kestel Angehöriger der Lagermannschaft im KZ Buchenwald.
Dort war er unter anderem als Blockführer eingesetzt und von Februar 1941 bis Januar 1942 als Kommandoführer eines Häftlingskommandos aus Angehörigen der Strafkompanie im Steinbruch tätig.
Kestel wurde Anfang 1945 unter Heinrich Josten stellvertretender Lagerführer des Außenlagers Boelcke-Kaserne des KZ Mittelbau. In diesem Lager starben aufgrund von Mangelernährung, Vernachlässigung und unhygienischen Zuständen tausende von Häftlingen.
Nach Kriegsende wurde Kestel im Buchenwald-Hauptprozess, der im Rahmen der Dachauer Prozesse stattfand, mit 30 weiteren Beschuldigten angeklagt. Kestel wurde beschuldigt, alliierte Gefangene misshandelt und getötet zu haben. Kestel gab zu, im Rahmen der Lagerordnung Häftlinge bestraft, aber niemals einen Häftling totgeschlagen zu haben. Am 14. August 1947 wurde Kestel aufgrund seiner direkten und auch indirekten Verantwortung für die Tötung von Häftlingen im Steinbruchkommando wegen „Mithilfe und Teilnahme an den Operationen des Buchenwald-Konzentrationslagers“ zum Tode durch den Strang verurteilt. Kestel wurde, nach Ablehnung zweier Gnadengesuche, am 19. November 1948 in dem Kriegsverbrechergefängnis Landsberg hingerichtet.